# Élections régionales de 1990 en Émilie-Romagne
Les élections régionales de 1990 en Émilie-Romagne (en italien : Elezioni regionali in Emilia-Romagna del 1990) se tiennent les 6 et 7 mai 1990 afin d'élire les 50 membres de la Ve législature du conseil régional d'Émilie-Romagne.

## Contexte
Lors du dernier scrutin régional, le PCI parvient à retrouver la majorité absolue des sièges, ce qui permet au président régional sortant, le communiste Lanfranco Turci, d'être reconduit à la tête d'un exécutif formé du seul PCI. Turci démissionne en 1987, pour être remplacé par Luciano Guerzoni, du PCI.

## Mode de scrutin
Le conseil régional d'Émilie-Romagne (en italien : Consiglio Regionale dell'Emilia-Romagna) est constitué de 50 conseillers élus pour cinq ans au scrutin proportionnel avec vote préférentiel et sans seuil électoral dans neufs circonscriptions plurinominales qui correspondent aux provinces.
Chaque électeur peut exprimer jusqu'à trois votes de préférence sur la liste à laquelle il accorde son suffrage. Les mandats sont ensuite répartis à la proportionnelle d'Hagenbach-Bischoff. Les sièges sont ensuite pourvus par les candidats comptant le plus grand nombre de voix préférentielles.
Les mandats qui n'ont pas été attribués à l'issue du premier décompte et les voix qui n'ont pas été utilisées sont rassemblés au niveau régional et distribués à la proportionnelle de Hare. Ils sont attribués, pour chaque parti, dans les provinces en fonction du ratio entre les votes restants et le total des suffrages exprimés.

### Répartition des sièges
| Provinces       | Sièges | +/-           |
| --------------- | ------ | ------------- |
| Bologne         | 15     | 1             |
| Ferrare         | 4      | 1             |
| Forlì           | 7      | 2             |
| Modène          | 7      | 1             |
| Parme           | 6      | 1             |
| Plaisance       | 2      | en stagnation |
| Ravenne         | 4      | 1             |
| Reggio d'Émilie | 5      | 1             |
| Total           | 50     | en stagnation |

## Principales forces politiques
| Parti | Parti                                                                                   | Idéologie                                                  |
| ----- | --------------------------------------------------------------------------------------- | ---------------------------------------------------------- |
|       | Démocratie chrétienne Democrazia Cristiana                                              | Centre Démocratie chrétienne, antifascisme, anticommunisme |
|       | Parti communiste italien Partito Comunista Italiano                                     | Gauche Communisme, eurocommunisme, marxisme-léninisme      |
|       | Parti socialiste italien Partito Socialista Italiano                                    | Gauche Socialisme, réformisme, marxisme                    |
|       | Parti social-démocrate italien Partito Socialista Democratico Italiano                  | Centre gauche Social-démocratie, socialisme                |
|       | Parti libéral italien Partito Liberale Italiano                                         | Centre droit Libéralisme, libérisme                        |
|       | Mouvement social italien – Droite nationale Movimento Sociale Italiano–Destra Nazionale | Extrême droite Néofascisme, nationalisme, anticommunisme   |
|       | Parti républicain italien Partito Repubblicano Italiano                                 | Centre Républicanisme, mazzinisme                          |

## Résultats

### Voix et sièges
|                        |                                                      |           |       |      |        |               |  |  |  |  |  |  |  |  |
| Parti                  | Parti                                                | Voix      | %     | +/-  | Sièges | +/-           |  |  |  |  |  |  |  |  |
|                        | Parti communiste italien (PCI)                       | 1 231 631 | 42,06 | 4,98 | 23     | 3             |  |  |  |  |  |  |  |  |
|                        | Démocratie chrétienne (DC)                           | 683 979   | 23,36 | 1,21 | 13     | en stagnation |  |  |  |  |  |  |  |  |
|                        | Parti socialiste italien (PSI)                       | 362 319   | 12,37 | 1,46 | 6      | 2             |  |  |  |  |  |  |  |  |
|                        | Parti républicain italien (PRI)                      | 140 044   | 4,78  | 0,08 | 2      | en stagnation |  |  |  |  |  |  |  |  |
|                        | Liste verte (LV)                                     | 97 676    | 3,34  | 1,06 | 1      | en stagnation |  |  |  |  |  |  |  |  |
|                        | Mouvement social italien – Droite nationale (MSI-DN) | 88 718    | 3,03  | 1,23 | 1      | 1             |  |  |  |  |  |  |  |  |
|                        | Ligue du Nord (LN)                                   | 85 379    | 2,92  | Nv.  | 1      | 1             |  |  |  |  |  |  |  |  |
|                        | Parti social-démocrate italien (PSDI)                | 55 244    | 1,89  | 0,79 | 1      | en stagnation |  |  |  |  |  |  |  |  |
|                        | Les Verts Arc-en-ciel (VA)                           | 46 770    | 1,60  | Nv.  | 1      | 1             |  |  |  |  |  |  |  |  |
|                        | Parti libéral italien (PLI)                          | 42 916    | 1,47  | 0,13 | 1      | en stagnation |  |  |  |  |  |  |  |  |
|                        | Anti-prohibitionnistes des drogues (AsD)             | 30 365    | 1,04  | Nv.  | 0      | en stagnation |  |  |  |  |  |  |  |  |
|                        | Démocratie prolétarienne (DP)                        | 24 146    | 0,82  | 0,31 | 0      | en stagnation |  |  |  |  |  |  |  |  |
|                        | Chasse, Pêche, Environnement (CPA)                   | 20 540    | 0,70  | Nv.  | 0      | en stagnation |  |  |  |  |  |  |  |  |
|                        | Liste des retraités                                  | 12 764    | 0,44  | Nv.  | 0      | en stagnation |  |  |  |  |  |  |  |  |
|                        | Liste écologiste                                     | 5 705     | 0,19  | Nv.  | 0      | en stagnation |  |  |  |  |  |  |  |  |
|                        |                                                      |           |       |      |        |               |  |  |  |  |  |  |  |  |
| Suffrages exprimés     | Suffrages exprimés                                   | 2 928 196 | 94,73 |      |        |               |  |  |  |  |  |  |  |  |
| Votes blancs           | Votes blancs                                         | 89 703    | 2,90  |      |        |               |  |  |  |  |  |  |  |  |
| Votes nuls             | Votes nuls                                           | 73 384    | 2,37  |      |        |               |  |  |  |  |  |  |  |  |
| Total                  | Total                                                | 3 091 283 | 100   | -    | 50     | en stagnation |  |  |  |  |  |  |  |  |
| Abstention             | Abstention                                           | 233 292   | 7,02  |      |        |               |  |  |  |  |  |  |  |  |
| Inscrits/Participation | Inscrits/Participation                               | 3 324 575 | 92,98 |      |        |               |  |  |  |  |  |  |  |  |

## Conséquences
Le PCI ayant perdu la majorité absolue, il doit former une nouvelle majorité avec d'autres partis. Une nouvelle coalition est formée, avec le PCI, le PSI, le PRI et le PSDI. Le socialiste Enrico Boselli est porté à la présidence de la région. Il doit démissionner en 1993, pour être remplacé par Pier Luigi Bersani (PDS, successeur du PCI), qui reconduit l'alliance sortante, jusqu'à la fin de la législature.